# Рыжая барбурисия
Рыжая барбурисия (лат.  Barbourisia rufa) — вид морских лучепёрых рыб из отряда бериксообразных, единственный представитель рода барбурисий семейства барбурисиевых или барбуризиевых (Barbourisiidae).
Распространены в тропических, субтропических и умеренных водах всех океанов.

## Описание
Тело вытянутое, покрыто шиповатой чешуёй. Рот очень большой, челюсти заходят далеко за вертикаль глаза. Зубы маленькие, часто сидящие на челюстях и сошнике; отсутствуют на нёбе. В спинном плавнике 19—22 мягких луча. В анальном плавнике 15—18 мягких лучей. В грудных плавниках по 13—14 лучей, а в субабдоминальных брюшных плавниках — по шесть. В плавниках нет колючих лучей.
Окраска тела красновато-оранжевая.
Максимальная длина тела 39 см.